# Rhynchomys isarogensis
Rhynchomys isarogensis — вид гризунів родини мишевих (Muridae). Зустрічається тільки на Філіппінах (гора Ісарог, провінція Камарінес-Сур, Лусон). Зареєстрований на висотах від 1125 до 1800 метрів. Пов'язаний із середовищами існування верхніх гір і мохових лісів. Вид зустрічається в Національному парку гори Ісарог.

## Морфологічні особливості
Довжина голови й тулуба від 178 до 190 мм, довжина хвоста від 126 до 130 мм, маса від 135 до 155 г, задні лапи завдовжки 39–40 мм і вуха завдовжки 24–25 мм. Типовою є подовжена морда з малими різцями та довгими вібрисами, а також малі очі. Сірий волосяний покрив на верхніх частинах тіла м'який і щільний. До низу він стає світлішим. Інші характеристики включають вузькі лапи та сірий хвіст.

## Спосіб життя
Цей гризун веде нічний і наземний спосіб життя. Досліджені екземпляри потрапили в пастки, у яких як приманку були дощові черв’яки. У травному тракті у них були залишки комах.